# Kritteka Gregory
Kritteka Gregory (* 6. Februar 1990 in Chennai) ist eine neuseeländische Badmintonspielerin indischer Herkunft. 

## Karriere
Kritteka Gregory wurde 1990 in Indien geboren und zog mit ihren Eltern im Alter von neun Jahren nach Neuseeland. 2007 und 2008 startete sie bei den Badminton-Juniorenweltmeisterschaften. 2008 siegte sie bei den Australian Juniors. Im gleichen Jahr wurde sie Dritte bei den North Shore City International 2008. Bei den neuseeländischen Badmintonmeisterschaften gewann sie 2009 Silber und 2012 Bronze. 2012 wurde sie bei den Auckland International Zweite, 2013 Dritte. Bei den Tahiti International wurde sie 2012 Dritte und 2013 Zweite.
Gregory hat in 2014 ein Masterstudium an der Auckland University of Technology abgeschlossen.